# Jay Sweet
Jay Sweet (Adelaida, 11 de agosto de 1975) fue un ciclista australiano que fue profesional del 1997 al 2003. De su palmarés destaca la medalla de oro a los Juegos de la Commonwealth de 1998.

## Palmarés
- 1994
  - Vencedor de una etapa en la Commonwealth Bank Classic
- 1996
  -  Campeón de Australia en critèrium
  - Vencedor de 2 etapas en la Commonwealth Bank Classic
  - Vencedor de una etapa a la Vuelta en Suecia
  - Vencedor de una etapa al Tour del Porvenir
  - Vencedor de una etapa al Bay Cycling Classic
  - Vencedor de 2 etapas al Tour de Langkawi
- 1997
  - 1r al CoreStates Classic
  - Vencedor de 5 etapas en la Commonwealth Bank Classic
  - Vencedor de 2 etapas en el Tour de Japón
  - Vencedor de una etapa al Bay Cycling Classic
  - Vencedor de una etapa al Tasmania Summer Tour
- 1998
  - Medalla de oro a los Juegos de la Commonwealth en ruta
  - Vencedor de una etapa en la Commonwealth Bank Classic
  - Vencedor de 2 etapas al Prudential Tour
  - Vencedor de una etapa al Tour del Porvenir
- 1999
  - Vencedor de una etapa al Tour del Oise y del Somme
- 2000
  - Vencedor de una etapa al Tour de Normandía
  - Vencedor de una etapa al Tour de Eurométropole
- 2001
  - Vencedor de 2 etapas al Vuelta a Rodas
  - Vencedor de una etapa al Circuito Montañés
  - Vencedor de una etapa al Tour de l'Ain
  - Vencedor de una etapa al Herald Sun Tour

### Resultados al Tour de Francia
- 1999. Abandona (14.ª etapa)